# Rio Iporã
O rio Iporã é um rio brasileiro que banha o estado do Paraná. É afluente do Rio Piquiri.
1. ↑  QUINONEZ FERNANDEZ, O.V. & BORTOLUZZI, L. (24 de maio de 2018). «AVALIAÇÃO DA ESTABILIDADE DO CANAL FLUVIAL NAS ADJACÊNCIAS DE PONTES E BUEIROS NA BACIA HIDROGRÁFICA DO PARANÁ II, NOROESTE DO PARANÁ» (PDF). Anais do 14º Simpósio Nacional de Geomorfologia.: 3. Consultado em 8 de setembro de 2024